# 捷克廣播電台
捷克廣播電台（捷克語：Český rozhlas）是捷克的國家廣播電台，成立並開播於1923年5月18日。

## 歷史
捷克廣播電台的前身是1923年5月18日開播的捷克斯洛伐克廣播電台（捷克語：Československý rozhlas），其後改為現名。
1993年，捷克廣播電台加入歐洲廣播聯盟。

## 外部連結
- 官方網站 （页面存档备份，存于）（捷克文）